# 交芦桥
.
交芦桥，是一座小石桥，位于中国江西省九江市庐山芦林大桥大坝脚下，回龙路跨溪涧处。1926年由国民党元老林森出资兴建，以沟通芦林与牯岭之间交通。次年毁于山洪。民国十七年（1928年）黄龙寺主持青松重修。1955年其侧的芦林大桥建成后，已失去交通意义。 
1987年，交芦桥公布为第一批庐山风景名胜区文物保护单位。